# Emmotllatge

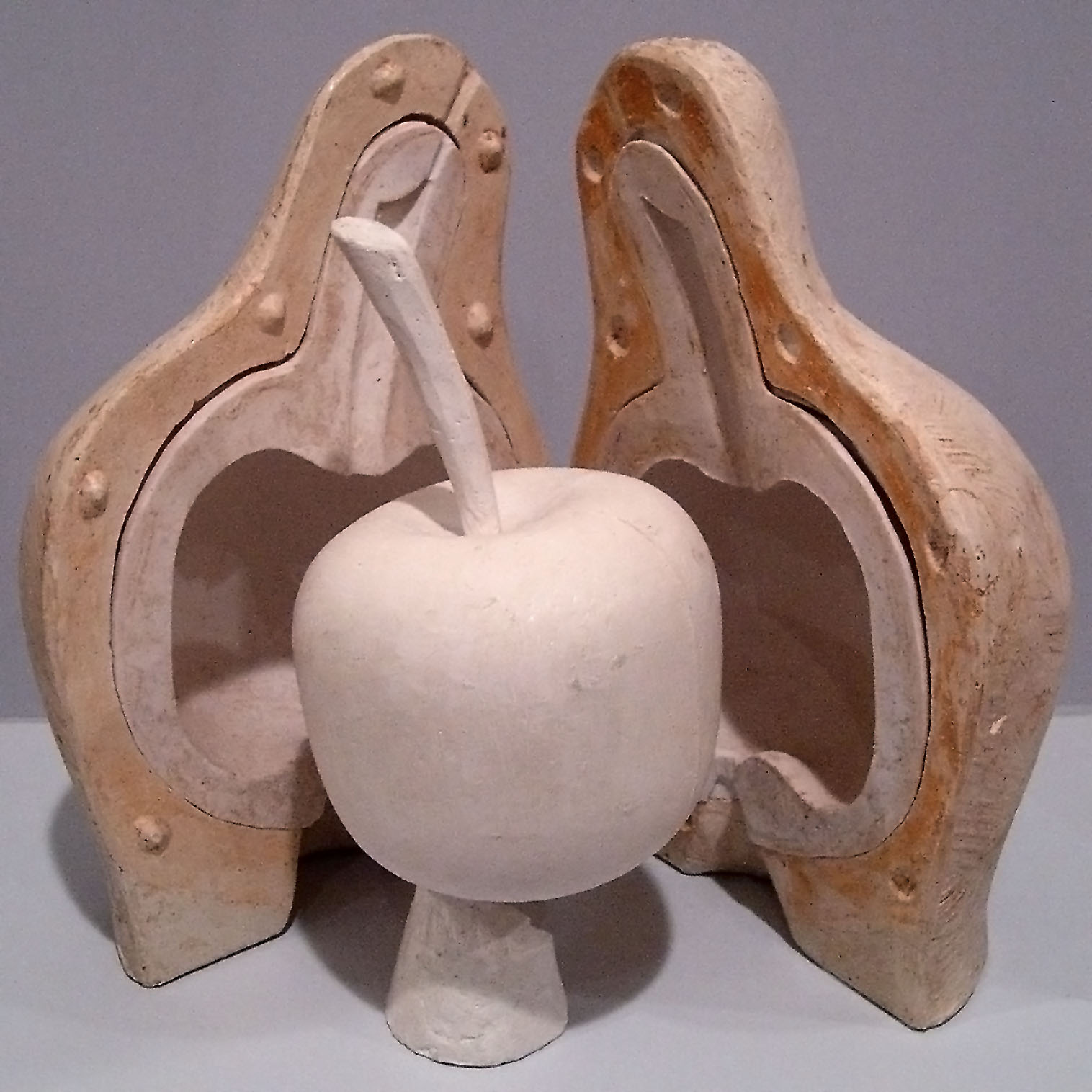
Material (guix) que ha experimentat l'emmotllatge en un motlle.

L'emmotllatge o emmotllament és el procés artificial que experimenta qualsevol material que li implica un canvi de forma. En aquest procés hom pot utilitzar materials com la plastilina, ferro, coure, or, silicona, etc. El motlle és un aparell utilitzat en aquesta tècnica.